# Prva savezna liga Jugoslavije u nogometu 1951.
Prvenstvo Jugoslavije u nogometu za sezonu 1951. bilo je dvadeset i treće po redu najviše nogometno natjecanje u Jugoslaviji, šesto poslijeratno. Novi prvak je postao srbijanski klub, po prvi put beogradska 
 Crvena zvezda. Najviše pogodaka je postigao Kosta Tomašević iz beogradske Crvene zvezde. Doprvak je bio hrvatski klub, zagrebački Dinamo.
Crvena zvezda je zahvaljujući omjeru golova svladala zagrebački Dinamo.
Ukupan broj gledatelja bio je 1.744.000.

## Sustav natjecanja
Momčadi su međusobno igrale dvokružni ligaški sustav. Prvakom je postala momčad koja je sakupila najviše bodova (pobjeda = 2 boda, neodlučeni ishod = 1 bod, poraz = bez bodova).
Pravila koje su određivala poredak na ljestvici su bila: 1) broj osvojenih bodova 2) količnik postignutih i primljenih pogodaka.
Ovo je prvenstvo odlučio količnik pogodaka.
Igralo se od 4. ožujka do 4. studenoga 1951. godine.

## Sudionici
Igralo se tijekom 1951. godine. Iz 2. jugoslavenske lige su se plasirala novosadska Vojvodina (ranije Sloga), kruševački Napredak, šabačka Mačva (ranije Podrinje) i zagrebački Borac. Iz 1. lige su lani ispali subotički Spartak i titogradska Budućnost. U prvenstvu je ukupno sudjelovalo 12 sastava, osam najbolje plasiranih iz lanjskog prvenstva uz četiri lanjska najbolja drugoligaša. Pretkraj sezone 1951. klub Borac iz Zagreba pripojen je NK Zagrebu.
Srbija je dala sedam predstavnika od čega Vojvodina dva, Hrvatska četiri, Crna Gora, Kosovo, Slovenija i Makedonija nijednog, BiH jednog. 
| Slovenija | Hrvatska                                               | Bosna i Hercegovina | Srbija                         | Srbija                                                                      | Srbija  | Crna Gora | Makedonija |
| Slovenija | Hrvatska                                               | Bosna i Hercegovina | Vojvodina                      | Središnja Srbija                                                            | Kosovo  | Crna Gora | Makedonija |
| --------- | ------------------------------------------------------ | ------------------- | ------------------------------ | --------------------------------------------------------------------------- | ------- | --------- | ---------- |
| - nitko   | - Borac (Z) - Dinamo (Z) - Hajduk (S) - Lokomotiva (Z) | - Sarajevo          | - Spartak (S) - Vojvodina (NS) | - BSK Beograd - Crvena zvezda (B) - Mačva (Š) - Napredak (K) - Partizan (B) | - nitko | - nitko   | - nitko    |

Kao i prethodne sezone 1950. i ova sezona je odigrana u jednoj kalendarskoj godini u formatu proljeće – jesen, posljednji put u povijesti jugoslovenskih prvenstava.
Liga je proširena s deset na dvanaest sudionika. Iz tog razloga iz prethodne sezone samo je jedna ekipa ispala iz Prve savezne lige i to je bila ekipa Budućnosti iz Titograda, a ekipa Spartaka iz Subotice je kao pretposljednja u prethodnoj sezoni također trebala ispasti iz lige, ali je ekipa Naša krila rasformirana nakon završetka sezone te se Spartaku pružila mogućnost da u kvalifikacijama zadrži prvoligaški status što je i učinio u kvalifikacijskim utakmicama s petoplasiranom ekipom iz Druge savezne lige Odredom iz Ljubljane.
Zbog proširenja Prve savezne lige u nju su iz Druge savezne lige direktno ušle četiri prvoplasirane ekipe. Sudionici lige bili su:
1. Hajduk (Split)
2. Crvena zvezda (Beograd)
3. Partizan (Beograd)
4. Dinamo (Zagreb)
5. FK Sarajevo (Sarajevo)
6. BSK (Beograd)
7. Lokomotiva (Beograd)

Iz Druge savezne lige plasirali su se u Prvu saveznu ligu:
1. Borac (Zagreb)
2. Vojvodina (Novi Sad)
3. Napredak (Kruševac)
4. Podrinje (Šabac)

Podrinje uskoro poslije kvalificiranja u Prvu saveznu ligu vraća nazad staro ime Mačva. Za dvanaesto mjesto kvalifikacije su igrali zbog rasformiranja ekipe Naša krila, pretposljednja ekipa iz Prve savezne lige Spartak (Subotica) i petoplasirana ekipa iz Druge savezne lige Odred (Ljubljana).
Spartak – Odred 3:3 (igrano u Subotici).
Odred – Spartak 0:0 (igrano u Ljubljani)
Budući da u dvije utakmice nije došlo do pobjednika igrana je treća utakmica na neutralnom terenu u Zagrebu:
Spartak – Odred 2:2
Budući da je i treća utakmica igrana na neutralnom terenu u Zagrebu završena neriješenim rezultatom, ždrijebu je odlučeno da je Spartak posljednji član Prve savezne lige.

## Sastavi momčadi
Igrači (odigrao ligaških utakmica/postigao pogodaka u ligi, kod vratara br. primljenih pogodaka):
- Dinamo: Stinčić (22/19), S. Delić (13/0), T. Crnković (19/0), Cizarić (21/2), I. Horvat (22/0), Pukšec (17/2), Režek (14/2), Senčar (19/9), Wölfl (22/8), Čajkovski II., D. Dvornić (21/10), Strnad (7/1), Benko (7/0), D. Horvat (2/0), Cimermančić (10/1), L. Lipošinović (3/1), Kašner (1/0). Tr. B. Higl
- Hajduk: Beara (22/21), Mrčić (19/0), Broketa (22/3), Luštica (21/2), Katnić (19/0), I. Radovniković (9/1), Šenauer (20/5), Arapović (15/5), Krstulović (20/10), F. Matošić (19/13), Viđak (4/0), Mladinić (10/3), Andrijašević (2/2), Kokeza (19/0), Vukas (17/3), Juričko (?/?), Baranović (1/2), Drvodelić (1/3). Tr.: Luka Kaliterna, poslije B. Bakotić
- Lokomotiva: Rajko Grčević, Mijo Etlinger, Ivica Ožegović, Sertić, Franjo Andročec, Franjo Beseredi, Vladimir Čonč, Vladimir Firm, Žerjav, Josip Odžak, Otto Bobek, D. Kapetanović, Drago Hmelina, Majdić, Ivica "Braco" Reiss, Pintarić, Zvonko Koželj, Jelačić, Zajc, Strugar, Canjek. Tr. H. Kranjc, B. Cuvaj
- Borac: Maček, D. Dubravčić, Bistrički, Kobe, Klaić, Joksimović, Medved, Blažetić, Pažin, Jurišić, Damjanović, V. Kovač, Zebec, B. Kralj, Capari, Crnčec, M. Jurić, Jović, Ž. Devčić, Šmit, B. Viđak, Peović, Kvas, Panić. Tr. I. Jazbinšek
- Sarajevo: Kantardžić, Brozović, S. Alajbegović, Pecelj, Švraka, Mitrić, Žigante, Konjevod, Žigman, Đ. Lovrić, Arih, Bukvić, Pejak, Mantula, Živkov, Glavočević, Biogradlić, F. Lovrić, Habić, Jarkovački. Tr. M. Brozović
- BSK: D. Cvetković, Lj. Filipović, S. Stanković, D. Grčić, Lj. Spajić, Tasić, Begovac, Konstantinović, S. Antić, Leškov, Borovic, S. Davidović, N. Racić, Čokić, A. Panić, Kaloperović, Mutavdžić. Tr. M. Ćirić
- Partizan: Šoštarić, Č. Lazarević, R. Čolić, Jakovetić, M. Jovanović, Drenovac, Valok, Atanacković, S. Bobek, B. Belin, Stokić, Herceg, Z. Čajkovski, Ruman, S. Stojanović, B. Kolaković, M. Stipić, Tapiška, Torbarov, Bogojevac, Šijaković, Vorgić, Stanković, M. Pajević, Branilović Tr. Iles Spitz
- Mačva: Milutinović, Jurišić, D. Stanković, Vilotić, Stefanović D., Gegić, Jovanović, Lukić, Rogić, Stefanović S., M. Krstić, M. Petrović, Pandurović, Obradović, Manojlović, Bingulac, Stanić, B. Kovačević, Jakuš, Miodragović, Sl. Stefanović, Terzić, Mihajlović. Tr. B. Ralić
- Napredak: Ferenčević, P. Knežević, Višnjić I, Stepić, S. Petrović, Vulić, A. Perović, Radovanov, Tanasković, Zdravković, Zlatanović, M. Lazarević, Jovović, J. Vuković, M. Petrović, Jagodić, Župac, Jovanović, V. Lazarević, B.Vuković, Lj. Petrović, Višnjić II, Z. Milosavljević, Borović, Popović, Antić. Tr. M. Bonačić; Borović; Petković.
- Vojvodina: Vasić, Selena, Savović, Boškov, Milovanov, D. Živković, Krstić R., Rajkov, Hirman, Veselinović, Krstić D., Malenčić, Avramović, D. Ristić, Šereš, Srđanov, Karanfilović. Tr. B. Sekulić
- Spartak: Glončak, Stantić, Bogešić, Čikoš B., Kopilović, J. Takač, Branisavljević, Gemeri, Vorgučin, Gemeši, Pozder, Saborac, Latki, Vojnić, Š. Čikoš, Janjić, Stančić, Prćić, Palatinus, Čikoš III, Sabo, Dobl, Jović, Azucki. Tr. B. Marjanović

## Sudci
- J. Epert (Zagreb)
- A. Marek (Zagreb)
- J. Mikulan (Zagreb)
- M. Podubski (Zagreb)
- A. Mlinarić (Zagreb)
- B. Višnjić (Zagreb)
- E. Damjani (Zagreb)
- A. Gvardijančić (Ljubljana)
- E. Erlih (Ljubljana)
- F. Petrić (Rijeka)
- Isajlović (Osijek)
- Šitić (Split)
- L. Lemešić (Split)
- Makijedo (Split)
- Petrošić (Split)
- Maričić (Split)
- Gazzari (Split)
- Lj. Baučić (Split)
- I. Božina (Slavonski Brod)
- Drašković
- Križević
- M. Beleslin (Subotica)
- M. Milnović (Novi Sad)
- V. Jovanović (Sarajevo)
- R. Rakić (Sarajevo)
- Vasa Stefanović (Beograd)
- M. Matančić (Beograd)
- K. Ninković (Beograd)
- Mika Popović (Beograd)
- V. Rončević (Beograd)
- Ž. Vlajić (Beograd)
- Lj. Barjaktarević (Beograd)
- P. Mrkobrad (Beograd)
- B. Lalić (Beograd)
- R. Čolić (Beograd)
- M. Nikolić (Beograd)
- T. Marković (Beograd)
- S. Stefanović (Kruševac)
- B. Nedelkovski (Skoplje)

## Kraj trilera
Nogometno prvenstvo Jugoslavije 1951. igralo se s 12 klubova po neobičnom sustavu proljeće-jesen. Crvena zvezda osvojila je prvenstvo, prvi put u povijesti i to na gotovo nevjerojatan način, jer je tri kola prije kraja zaostajala za Dinamom punih pet bodova.

Tada su se za pobjedu dobivala dva boda.

Zagrepčani su u susretu protiv Sarajeva imali prvu meč loptu. Uprava Dinama je prije utakmice rezervirala dvoranu "Rubin" u hotelu "Esplanade" za svečanu večeru u čast naslova. Sve je bilo spremno za slavlje jer dva boda protiv Sarajeva bila su dovoljna za teoretsku potvrdu. No tricom anonimnog Bukvića gosti su, na zaprepaštenje sportske javnosti, pobijedili Dinamo i odnijeli oba boda u Sarajevo.

Dva kola prije kraja Dinamo je i dalje imao velika tri boda prednosti. Povoljna okolnost za Zagrepčane bila je ta što im u sljedećoj utakmici u noge dolazi izravni konkurent za prvo mjesto - Crvena zvezda koju su u prvom dijelu prvenstva u Beogradu svladali 2:0.

Zvezda je na Maksimiru, pred oko 45 tisuća gledatelja, 28. listopada 1951. krenula na sve ili ništa i nakon šest minuta golom Todora Živanovića povela 1:0.

Sada se Dinamo otvorio, nizao priliku za šansom, ali 35-godišnji Srđan Mrkušić čini čuda na golu Zvezde. U 67. minuti sudac Lemešić dosudio je jedanaesterac za domaće zbog igranja rukom Jezerkića u šesnaestercu. Siguran s bijele točke Franjo Velfl i 1:1. Rezultat koji Dinamu donosi naslov.

U samoj završnici susreta opet je opsjedao vrata domaćih. Iz brzo izvedenog slobodnog udarca Predrag Đajić dodaje loptu do Rajka Mitića koji u prazan prostor "izbacuje" Kostu Tomaševića koji zaobilazi vratara Stinčića i donosi pobjedu Zvezdi pred šokiranim gledateljima na Maksimiru.

U posljednjem kolu, 4. studenog, odlučivala je matematika. Dinamo je u Beogradu odigrao samo neriješeno 2:2 protiv BSK-a, dok je Zvezda golovima Tomaševića i Živanovića slavila u "vječitom derbiju" s Partizanom 2:0. Budući da su Zvezda i Dinamo bili bodovno izjednačeni, bolji kvocijent postignutih i primljenih golova (0,018) presudio je u korist "crveno-bijelih". Beograđani su tako trijumfalno završili jednu od najdramatičnijih završnica u povijesti jugoslavenskih nogometnih prvenstava.

## Ljestvica
| mj.     | klub              | ut. | pob. | ner. | por. | gol+ | gol- | kvoc  | bod |
| ------- | ----------------- | --- | ---- | ---- | ---- | ---- | ---- | ----- | --- |
| 1.      | Crvena zvezda     | 22  | 17   | 1    | 4    | 50   | 21   | 2,381 | 35  |
| 2.      | Dinamo Zagreb     | 22  | 16   | 3    | 3    | 45   | 19   | 2,368 | 35  |
| 3.      | Hajduk Split      | 22  | 14   | 4    | 4    | 52   | 21   | 2,476 | 32  |
| 4.      | Partizan          | 22  | 10   | 4    | 8    | 34   | 24   | 1,417 | 24  |
| 5.      | BSK Beograd       | 22  | 8    | 6    | 8    | 34   | 24   | 1,417 | 22  |
| 6.      | Lokomotiva Zagreb | 22  | 7    | 6    | 9    | 32   | 34   | 0,941 | 20  |
| 7.      | Sarajevo          | 22  | 6    | 8    | 8    | 25   | 39   | 0,641 | 20  |
| 8.      | Vojvodina         | 22  | 8    | 3    | 11   | 26   | 30   | 0,867 | 19  |
| 9.      | Borac Zagreb      | 22  | 7    | 4    | 11   | 30   | 33   | 0,909 | 18  |
| 10.     | Mačva Šabac       | 22  | 6    | 5    | 11   | 25   | 33   | 0,758 | 17  |
| 11.     | Spartak Subotica  | 22  | 7    | 2    | 13   | 16   | 47   | 0,340 | 16  |
| 12.     | Napredak Kruševac | 22  | 2    | 2    | 18   | 16   | 60   | 0,267 | 6   |
|         |                   |     |      |      |      |      |      |       |     |
| Izvori: |                   |     |      |      |      |      |      |       |     |

|  | Crvena zvezda je prvak Jugoslavije                                                    |
|  | Spartak Subotica i Napredak Kruševac ispali su u Drugu saveznu ligu Jugoslavije 1952. |

Novi članovi: Vardar i Rabotnički (oba su iz Skoplja)

Napomena: Borac je, po završetku prvenstva promijenio ime u Zagreb (točnije 7. veljače 1952. godine)

## Rezultati

### Semafor
| 1951. | 1951.             | C.Z | DIN | HAJ | PAR | BSK | LOK | SAR | VOJ | BOR | MAČ | SPA | NAP |
| 01.   | Crvena zvezda     |     | 0:2 | 1:0 | 2:0 | 2:2 | 3:1 | 4:0 | 1:0 | 3:0 | 1:2 | 6:0 | 3:2 |
| 02.   | Dinamo Zagreb     | 1:2 |     | 3:0 | 2:0 | 0:0 | 3:2 | 1:3 | 3:1 | 2:1 | 2:0 | 4:0 | 5:1 |
| 03.   | Hajduk Split      | 3:2 | 3:1 |     | 2:0 | 1:0 | 4:1 | 4:1 | 1:0 | 4:1 | 3:1 | 7:0 | 5:1 |
| 04.   | Partizan          | 6:1 | 0:0 | 0:0 |     | 2:2 | 2:0 | 1:2 | 1:1 | 1:0 | 0:3 | 5:2 | 3:0 |
| 05.   | BSK Beograd       | 0:1 | 2:2 | 3:0 | 1:4 |     | 0:1 | 1:1 | 0:3 | 4:3 | 2:0 | 5:0 | 1:2 |
| 06.   | Lokomotiva Zagreb | 1:3 | 1:4 | 1:1 | 0:3 | 1:0 |     | 4:2 | 0:1 | 1:2 | 1:1 | 5:0 | 4:1 |
| 07.   | Sarajevo          | 1:3 | 2:4 | 1:1 | 1:0 | 0:0 | 0:0 |     | 2:1 | 1:1 | 2:0 | 1:1 | 3:2 |
| 08.   | Vojvodina         | 0:6 | 0:1 | 3:1 | 0:1 | 0:2 | 0:0 | 3:0 |     | 1:0 | 2:2 | 0:1 | 1:0 |
| 09.   | Borac Zagreb      | 0:1 | 0:1 | 1:5 | 2:1 | 1:0 | 1:1 | 1:1 | 3:2 |     | 4:0 | 1:0 | 8:1 |
| 10.   | Mačva Šabac       | 0:2 | 0:1 | 0:0 | 0:1 | 0:6 | 1:2 | 5:0 | 3:1 | 0:0 |     | 0:0 | 3:0 |
| 11.   | Spartak Subotica  | 0:2 | 1:2 | 0:1 | 2:1 | 0:1 | 0:3 | 1:0 | 1:2 | 2:0 | 3:1 |     | 1:0 |
| 12.   | Napredak Kruševac | 0:1 | 0:1 | 0:6 | 1:2 | 0:2 | 2:2 | 1:1 | 1:4 | 1:0 | 0:3 | 0:1 |     |

### Rezultati po kolima
| Kolo 1. dijela | Rezultati | Poredak | Kolo 2. dijela | Rezultati | Poredak |
| --- | --- | --- | --- | --- | --- |
| 1. kolo 5. ožu 1951. | Hajduk – Mačva 3:1 (1:1) Vojvodina – Dinamo 0:1 (0:1) Borac – Lokomotiva 2:1 (1:1) Napredak – Sarajevo 1:1 (0:0) BSK – C. zvezda 0:1 (0:0) Partizan – Spartak1 5:2 (2:1) 1Igrali 6. ožujka | 01. Hajduk 3:1 2 3,0 02. Partizan 5:2 2 2,5 03. Dinamo 1:0 2 ∞ 04. C. zvezda 1:0 2 ∞ 05. Borac 2:1 2 2,0 06. Sarajevo 1:1 1 07. Napredak 1:1 1 08. Lokomotiva 1:2 0 0,50 09. Vojvodina 0:1 0 0,00 10. BSK 0:1 0 0,00 11. Spartak 2:5 0 0,40 12. Mačva 1:3 0 0,33 | 12. kolo 5. kol 1951. | Dinamo – Vojvodina 3:1 (2:0) Borac – Lokomotiva 1:1 (1:0) C. zvezda – BSK prekinuto Spartak – Partizan 2:1 (0:0) Sarajevo – Napredak 3:2 (0:2) Mačva – Hajduk 0:0 (0:0) | C. zvezda i BSK ut. manje. Stanje 6. kolovoza. 01. Dinamo 29: 6 22 02. Hajduk 26:13 18 03. Partizan 23:11 16 04. C. zvezda 28:14 14 05. Sarajevo 14:19 12 06. Borac 16:16 11 1,00 07. Vojvodina 13:18 11 0,72 08. Lokomot. 15:17 10 0,88 09. Spartak 10:25 10 0,40 10. Mačva 11:16 8 0,68 11. BSK 7:12 8 0,58 12. Napredak 9:34 2                                                 |
| 2. kolo 12. ožu 1951. | C. zvezda – Spartak 6:0 (5:0) BSK – Vojvodina 0:3 (0:2) Dinamo – Napredak 5:1 (1:0) Borac – Hajduk 1:5 (0:2) Sarajevo – Lokomotiva 0:0 (0:0) Mačva – Partizan 0:1 (0:1) | 01. C. zvezda 7: 0 4 ∞ 02. Dinamo 6: 1 4 6,0 03. Hajduk 8: 2 4 4,0 04. Partizan 6: 2 2 3,0 05. Sarajevo 1: 1 2 1,0 06. Vojvodina 3: 1 2 3,0 07. Borac 3: 6 2 0,5 08. Lokomotiva 1: 2 1 0,50 09. Napredak 2: 6 1 0,33 10. Mačva 1: 4 0 0,25 11. Spartak 2:11 0 0,18 12. BSK 0: 4 0 0,00 | 13. kolo 12. kol 1951. | Spartak – C. zvezda 0:2 (0:0) Vojvodina – BSK 0:2 (0:1) Napredak – Dinamo 0:1 (0:0) Hajduk – Borac 4:1 (1:0) Lokomotiva – Sarajevo 4:2 (1:1) Partizan – Mačva 0:3 (0:2) | C. zvezda i BSK ut. manje. 01. Dinamo 30: 6 24 02. Hajduk 30:14 20 03. C. zvezda 30:14 16 2,14 04. Partizan 23:14 16 1,64 05. Lokomot. 19:19 12 1,00 06. Sarajevo 16:23 12 0,69 07. Borac 17:20 11 0,85 08. Vojvodina 13:20 11 0,65 09. Mačva 14:16 10 0,87 10. BSK 9:12 10 0,75 11. Spartak 10:27 10 0,37 12. Napredak 9:35 2                                                    |
| 3. kolo 2. tra 1951. | Vojvodina – C. zvezda 0:6 (0:2) Napredak – BSK 0:2 (0:2) Lokomotiva – Dinamo 1:4 (1:2) Hajduk – Sarajevo 4:1 (2:0) Partizan – Borac 1:0 (1:0) Spartak – Mačva 3:1 (1:0) | 01. C. zvezda 13: 0 6 ∞ 02. Dinamo 10: 2 6 5,0 03. Hajduk 12: 3 6 4,0 04. Partizan 7: 2 6 3,5 05. BSK 2: 4 2 0,5 06. Borac 3: 7 2 0,42 07. Vojvodina 3: 7 2 0,42 08. Spartak 5:12 2 0,41 09. Sarajevo 2: 5 2 0,40 10. Lokomotiva 2: 6 1 0,33 11. Napredak 2: 8 1 0,25 12. Mačva 2: 7 0 | 14. kolo 19. kol 1951. | zaostala ut. 15. kolovoza C. zvezda – BSK 2:2 (0:0) C. zvezda – Vojvodina 1:0 (0:0) BSK – Napredak 1:2 (1:2) Dinamo – Lokomotiva 3:2 (2:0) Sarajevo – Hajduk 1:1 (0:1) Borac – Partizan 2:1 (1:1) Mačva – Spartak 0:0 (0:0) | Potpuna tablica nakon 14. kola. 01. Dinamo 33: 8 26 02. Hajduk 31:15 21 03. C. zvezda 33:16 19 04. Partizan 24:16 16 05. Borac 19:21 13 0,90 06. Sarajevo 17:24 13 0,70 07. Lokomot. 21:22 12 08. Mačva 14:16 11 0,87 09. BSK 12:16 11 0,75 10. Vojvodina 13:21 11 0,61 11. Spartak 10:27 11 0,37 12. Napredak 11:36 2                                                            |
| 4. kolo 9. tra 1951. | C. zvezda – Mačva 1:2 (0:0) BSK – Lokomotiva 0:1 (0:1) Dinamo – Hajduk 3:0 (0:0) Sarajevo – Partizan 1:0 (0:0) Vojvodina – Napredak 1:0 (0:0) Borac – Spartak 1:0 (0:0) | 01. Dinamo 13: 2 8 02. C. zvezda 14: 2 6 7,0 03. Partizan 7: 3 6 2,3 04. Hajduk 12: 6 6 2,0 05. Sarajevo 3: 5 4 0,60 06. Borac 4: 7 4 0,57 07. Vojvodina 4: 7 4 0,57 08. Lokomotiva 3: 6 3 09. Mačva 4: 8 2 0,5 10. BSK 2: 5 2 0,4 11. Spartak 5:13 2 0,38 12. Napredak 2: 9 1 | 15. kolo 9. ruj 1951. | Mačva – C. zvezda 0:2 (0:0) Lokomotiva – BSK 1:0 (0:0) Hajduk – Dinamo 3:1 (2:1) Partizan – Sarajevo 1:2 (1:2) Napredak – Vojvodina 1:4 (1:1) Spartak – Borac 2:0 (1:0) | 01. Dinamo 34:11 26 02. Hajduk 34:16 23 03. C. zvezda 35:16 21 04. Partizan 25:18 16 05. Sarajevo 19:25 15 06. Lokomot. 22:22 14 07. Borac 19:23 13 0,82 08. Vojvodina 17:22 13 0,77 09. Spartak 12:27 13 0,44 10. Mačva 14:18 11 0,77 11. BSK 12:17 11 0,70 12. Napredak 12:40 2                                                                                                 |
| 5. kolo 15. tra 1951. | Partizan – Dinamo 0:0 (0:0) Hajduk – BSK 1:0 (0:0) Napredak – C. zvezda 0:1 (0:0) Lokomotiva – Vojvodina 0:1 (0:1) Spartak – Sarajevo 1:0 (1:0) Mačva – Borac 0:0 (0:0) | 01. Dinamo 13: 2 9 02. C. zvezda 15: 2 8 7,5 03. Hajduk 13: 6 8 2,33 04. Partizan 7: 3 7 05. Vojvodina 5: 7 6 06. Borac 4: 7 5 07. Sarajevo 3: 6 4 0,50 08. Spartak 6:13 4 0,46 09. Mačva 4: 8 3 0,5 10. Lokomotiva 3: 7 3 0,42 11. BSK 2: 6 2 12. Napredak 2:10 1 | 16. kolo 16. ruj 1951. | Dinamo – Partizan 2:0 (2:0) BSK – Hajduk 3:0 (2:0) C. zvezda – Napredak 3:2 (0:0) Vojvodina – Lokomotiva 0:0 (0:0) Sarajevo – Spartak 1:1 (0:0) Borac – Mačva 4:0 (0:0) | 01. Dinamo 36:11 28 02. C. zvezda 35:17 23 2,00 03. Hajduk 34:19 23 1,78 04. Partizan 25:20 16 1,25 05. Sarajevo 20:26 16 0,76 06. Borac 23:23 15 1,00 07. Lokomot. 22:22 15 1,00 08. Vojvodina 17:24 14 0,70 09. Spartak 13:28 14 0,46 10. Mačva 18:16 13 1,12 11. BSK 14:16 13 0,87 12. Napredak 14:43 2                                                                        |
| 6. kolo 22. tra 1951. | BSK – Partizan 1:4 (1:1) C. zvezda – Borac 3:0 (2:0) Dinamo – Spartak 4:0 (1:0) Vojvodina – Hajduk 3:1 (2:0) Napredak – Lokomotiva 2:2 (0:1) Sarajevo – Mačva 2:0 (1:0) | 01. Dinamo 17: 2 11 02. C. zvezda 18: 2 10 03. Partizan 11: 4 9 04. Hajduk 14: 9 8 1,5 05. Vojvodina 8: 8 8 1,0 06. Sarajevo 5: 6 6 07. Borac 4:10 5 08. Lokomotiva 5: 9 4 0,55 09. Spartak 6:17 4 0,35 10. Mačva 4:10 3 11. Napredak 4:12 2 0,33 12. BSK 3:10 2 0,30 | 17. kolo 23. ruj 1951. | Partizan – BSK 2:2 (2:1) Borac – C. zvezda 0:1 (0:1) Spartak – Dinamo 1:2 (0:2) Hajduk – Vojvodina 1:0 (1:0) Lokomotiva – Napredak 4:1 (0:0) Mačva – Sarajevo 5:0 (2:0) | 01. Dinamo 38:12 30 02. C. zvezda 36:17 25 2,11 03. Hajduk 35:19 25 1,84 04. Partizan 27:22 17 1,22 05. Lokomot. 26:23 17 1,13 06. Sarajevo 20:31 16 07. Mačva 23:16 15 1,43 08. Borac 23:24 15 0,95 09. BSK 15:17 14 0,88 10. Vojvodina 17:25 14 0,68 11. Spartak 14:30 14 0,46 12. Napredak 15:47 4                                                                             |
| 7. kolo 29. tra 1951. | Hajduk – Napredak 5:1 (0:1) Mačva – Dinamo 0:1 (0:1) Lokomotiva – C. zvezda 1:3 (0:0) Borac – Sarajevo 1:1 (0:0) Spartak – BSK 0:1 (0:0) Partizan – Vojvodina1 1:1 (0:0) 1Igrali 30. travnja? | 01. Dinamo 18: 2 13 02. C. zvezda 21: 3 12 03. Partizan 12: 5 10 2,4 04. Hajduk 19:10 10 1,9 05. Vojvodina 9: 9 9 06. Sarajevo 6: 7 7 07. Borac 5:11 6 08. Lokomotiva 6:12 4 0,50 09. BSK 4:10 4 0,40 10. Spartak 6:18 4 0,33 11. Mačva 4:11 3 12. Napredak 4:15 2 0,33 | 18. kolo 30. ruj 1951. | Napredak – Hajduk 0:6 (0:2) Dinamo – Mačva 2:0 (1:0) C. zvezda – Lokomotiva 3:1 (1:0) Sarajevo – Borac 1:1 (1:1) BSK – Spartak 5:0 (0:0) Vojvodina – Partizan 0:1 (0:0) | 01. Dinamo 40:12 32 02. C. zvezda 42:19 27 2,21 03. Hajduk 41:19 27 2,15 04. Partizan 28:22 19 05. Lokomot. 27:26 17 1,03 06. Sarajevo 21:32 17 0,65 07. BSK 22:19 16 1,15 08. Borac 24:25 16 0,96 09. Vojvodina 17:24 14 0,70 10. Spartak 14:35 14 0,40 11. Mačva 20:24 13 12. Napredak 15:53 4                                                                                  |
| 8. kolo 27. svi 1951. | 21. svibnja BSK – Sarajevo 1:1 23. svibnja Dinamo – BSK 0:0 (0:0) 27. svibnja Lokomotiva – Hajduk 1:1 (1:1) Napredak – Partizan 1:2 (0:1) BSK – Mačva 2:0 (1:0) Vojvodina – Spartak n/o C. zvezda – Sarajevo n/o | Ljestvica nakon nepotpunih kola Stanje 7. svibnja. 01. Dinamo 8 18: 2 14 02. C. zvezda 7 21: 3 12 7,0 03. Partizan 8 14: 6 12 2,33 04. Hajduk 8 20:11 11 05. Vojvodina 7 9: 9 9 06. Sarajevo 8 7: 8 8 07. BSK 10 7:11 8 08. Borac 7 5:11 6 09. Lokomotiva8 7:13 5 10. Spartak 7 6:18 4 11. Mačva 8 4:13 3 12. Napredak 8 6:19 2                                                                         | 19. kolo 7. lis 1951. | Hajduk – Lokomotiva 4:1 (1:0) Partizan – Napredak 3:0 (2:0) Mačva – BSK 0:6 (0:0) Spartak – Vojvodina 1:2(0:0) Sarajevo – C. zvezda 1:3 (1:1) Borac – Dinamo 0:1 (0:0) | 01. Dinamo 41:12 34 02. Hajduk 45:20 29 2,25 03. C. zvezda 45:20 29 2,25 04. Partizan 31:22 21 05. BSK 28:19 18 05. Lokomot. 28:30 17 0,93 06. Sarajevo 22:35 17 0,62 08. Borac 24:26 16 0,92 09. Vojvodina 19:25 16 0,76 10. Spartak 15:37 14 11. Mačva 19:30 13 12. Napredak 15:56 4                                                                                            |
| 9. kolo 3. lip 1951. | Hajduk – C. zvezda 3:2 (1:1) Sarajevo – Dinamo 2:4 (1:1) Partizan – Lokomotiva 2:0 (0:0) Spartak – Napredak 1:0 (0:0) Borac – BSK 1:0 (0:0) Mačva – Vojvodina 3:1 (1:1) | Ljestvica nakon nepotpunih kola Stanje 4. lipnja. 01. Dinamo 9 22: 4 16 02. Partizan 9 16: 6 14 03. Hajduk 9 23:13 13 04. C. zvezda 8 23: 6 12 05. Vojvodina 8 10:12 9 06. Sarajevo 9 9:12 8 0,75 07. BSK 11 7:12 8 0,58 08. Borac 8 6:11 8 0,54 09. Spartak 8 7:18 6 10. Mačva 9 7:14 5 0,50 11. Lokomotiva9 7:15 5 0,46 12. Napredak 9 6:20 2                                                         | 20. kolo 21. lis 1951. | 20. listopada BSK – Borac 4:3 (2:2) Dinamo – Sarajevo 1:3 (1:2) 21. listopada C. zvezda – Hajduk 1:0 (1:0) Lokomotiva – Partizan 0:3 (0:1) Napredak – Spartak 0:1 (0:0) Vojvodina – Mačva 2:2 (2:2) | 01. Dinamo 42:15 34 03. C. zvezda 46:20 31 02. Hajduk 45:21 29 04. Partizan 34:22 23 05. BSK 32:22 20 06. Sarajevo 25:36 19 05. Lokomot. 28:33 17 0,84 09. Vojvodina 21:27 17 0,77 08. Borac 27:30 16 0,90 10. Spartak 16:37 16 0,43 11. Mačva 21:32 14 12. Napredak 15:57 4 |
| 10. kolo 10. lip 1951. | Hajduk – Partizan 2:0 (1:0) C. zvezda – Dinamo 0:2 (0:0) Lokomotiva – Spartak 5:0 (2:0) Napredak – Mačva 2:0 (1:0) Vojvodina – Borac 1:0 (0:0) | Ljestvica nakon nepotpunih kola Stanje 11. lipnja. 01. Dinamo 10 24: 4 18 03. Hajduk 10 25:13 15 02. Partizan 10 16: 8 14 04. C. zvezda 9 23: 8 12 05. Vojvodina10 11:13 11 06. Sarajevo 9 9:12 8 0,75 07. BSK 11 7:12 8 0,58 08. Borac 9 6:12 8 0,50 09. Spartak 10 8:23 8 0,34 10. Lokomot. 10 12:15 7 11. Mačva 10 7:16 5 12. Napredak 10 8:20 4                                                     | 21. kolo 28. lis 1951. | 27. listopada Borac – Vojvodina 3:2 (2:2) 28. listopada Partizan – Hajduk 0:0 (0:0) Dinamo – C. zvezda 1:2 (0:1) Sarajevo – BSK 0:0 (0:0) Spartak – Lokomotiva 0:3 (0:2) Mačva – Napredak 3:0 (2:0) | 01. Dinamo 43:17 34 02. C. zvezda 48:21 33 03. Hajduk 45:21 30 04. Partizan 34:22 24 1,54 05. BSK 34:22 24 1,54 06. Sarajevo 25:36 20 07. Lokomot. 31:30 19 08. Borac 30:32 18 09. Vojvodina 23:30 17 10. Mačva 24:31 16 0,77 11. Spartak 16:40 16 0,40 12. Napredak 15:61 4 |
| 11. kolo 17. lip 1951. | 13. ili 14. lipnja Dinamo – Borac 2:1 (0:0) 17. lipnja Partizan – C. zvezda 6:1 (4:0) Spartak – Hajduk 0:1 (0:0) Sarajevo – Vojvodina 2:1 (1:1) zaostale 20. srpnja C. zvezda – Sarajevo 4:0 (1:0) 24. lipnja Lokomotiva – Mačva 2:1 (0:0) 27. lipnja Borac – Napredak 8:1 (0:0) | Ljestvica nakon nepotpunih kola Stanje 18. lipnja. 01. Dinamo 11 26: 5 20 03. Hajduk 11 26:13 17 02. Partizan 11 22: 9 16 04. C. zvezda10 24:14 12 05. Vojvodina11 12:15 11 06. Sarajevo 10 11:13 10 07. BSK 11 7:12 8 0,58 08. Borac 10 7:14 8 0,50 09. Spartak 11 8:24 8 0,33 10. Lokomot. 10 12:15 7 11. Mačva 10 7:16 5 12. Napredak 10 8:20 4                                                      | 22. kolo 4. stu 1951. | 3. studenoga BSK – Dinamo 2:2 (1:2) 28. listopada C. zvezda – Partizan 2:0 (1:0) Hajduk – Spartak 7:0 (3:0) Vojvodina – Sarajevo 3:0 (1:0) Lokomotiva – Mačva 1:1 (1:1) Napredak – Borac 1:0 | 01. C. zvezda 50:21 35 2,38 02. Dinamo 45:19 35 2,36 03. Hajduk 52:21 32 04. Partizan 34:24 24 05. BSK 34:24 22 06. Lokomotiva 32:34 20 0,94 07. Sarajevo 25:39 20 0,64 08. Vojvodina 26:30 19 09. Borac 30:33 18 10. Mačva 25:33 17 11. Spartak 16:47 16 12. Napredak 16:60 6 |
| Proljetnji dio prvenstva 01. Dinamo 11 9 2 0 26: 5 20 02. Hajduk 11 8 1 2 26:13 17 03. Partizan 11 7 2 2 22: 9 16 04. C. zvezda11 7 0 4 28:14 14 05. Vojvodina11 5 1 5 12:15 11 06. Borac 11 4 2 5 15:15 10 1,00 07. Sarajevo 11 3 4 4 11:17 10 0,64 08. Lokomot. 11 3 3 5 14:16 9 09. BSK 11 3 2 6 7:12 8 0,58 10. Spartak 11 4 0 7 8:24 8 0,33 11. Mačva 11 2 1 8 8:18 5 12. Napredak 11 1 2 8 9:28 4 | Proljetnji dio prvenstva 01. Dinamo 11 9 2 0 26: 5 20 02. Hajduk 11 8 1 2 26:13 17 03. Partizan 11 7 2 2 22: 9 16 04. C. zvezda11 7 0 4 28:14 14 05. Vojvodina11 5 1 5 12:15 11 06. Borac 11 4 2 5 15:15 10 1,00 07. Sarajevo 11 3 4 4 11:17 10 0,64 08. Lokomot. 11 3 3 5 14:16 9 09. BSK 11 3 2 6 7:12 8 0,58 10. Spartak 11 4 0 7 8:24 8 0,33 11. Mačva 11 2 1 8 8:18 5 12. Napredak 11 1 2 8 9:28 4 | Proljetnji dio prvenstva 01. Dinamo 11 9 2 0 26: 5 20 02. Hajduk 11 8 1 2 26:13 17 03. Partizan 11 7 2 2 22: 9 16 04. C. zvezda11 7 0 4 28:14 14 05. Vojvodina11 5 1 5 12:15 11 06. Borac 11 4 2 5 15:15 10 1,00 07. Sarajevo 11 3 4 4 11:17 10 0,64 08. Lokomot. 11 3 3 5 14:16 9 09. BSK 11 3 2 6 7:12 8 0,58 10. Spartak 11 4 0 7 8:24 8 0,33 11. Mačva 11 2 1 8 8:18 5 12. Napredak 11 1 2 8 9:28 4 | Završna ljestvica 01. C. zvezda 17 1 4 50:21 35 2,38 02. Dinamo 17 3 3 45:19 35 2,36 03. Hajduk 14 4 4 52:21 32 04. Partizan 10 4 8 34:24 24 05. BSK 8 6 8 34:24 22 06. Lokomotiva 7 6 9 32:34 20 0,94 07. Sarajevo 6 8 8 25:39 20 0,64 08. Vojvodina 8 3 11 26:30 19 09. Borac 7 4 11 30:33 18 10. Mačva 6 5 11 25:33 17 11. Spartak 7 2 13 16:47 16 12. Napredak 2 2 18 16:60 6 | Završna ljestvica 01. C. zvezda 17 1 4 50:21 35 2,38 02. Dinamo 17 3 3 45:19 35 2,36 03. Hajduk 14 4 4 52:21 32 04. Partizan 10 4 8 34:24 24 05. BSK 8 6 8 34:24 22 06. Lokomotiva 7 6 9 32:34 20 0,94 07. Sarajevo 6 8 8 25:39 20 0,64 08. Vojvodina 8 3 11 26:30 19 09. Borac 7 4 11 30:33 18 10. Mačva 6 5 11 25:33 17 11. Spartak 7 2 13 16:47 16 12. Napredak 2 2 18 16:60 6 | Završna ljestvica 01. C. zvezda 17 1 4 50:21 35 2,38 02. Dinamo 17 3 3 45:19 35 2,36 03. Hajduk 14 4 4 52:21 32 04. Partizan 10 4 8 34:24 24 05. BSK 8 6 8 34:24 22 06. Lokomotiva 7 6 9 32:34 20 0,94 07. Sarajevo 6 8 8 25:39 20 0,64 08. Vojvodina 8 3 11 26:30 19 09. Borac 7 4 11 30:33 18 10. Mačva 6 5 11 25:33 17 11. Spartak 7 2 13 16:47 16 12. Napredak 2 2 18 16:60 6 |

## Prvaci
Crvena zvezda Beograd (trener: Ljubiša Broćić; Ž. Mihajlović)
igrači (odigrao ligaških utakmica/postigao pogodaka u ligi, kod vratara br. primljenih pogodaka): 
- Tihomir Ognjanov (22/10)
- Bela Palfi (22/1)
- Predrag Đajić (22/1)
- Kosta Tomašević (21/16)
- Jovan Jezerkić (18/6)
- Rajko Mitić (17/5)
- Milorad Diskić (16/0)
- Ivan Zvekanović (14/0)
- Ljubomir Lovrić (14/17) – vratar
- Branko Stanković (13/1)
- Dimitrije Tadić (12/0)
- Siniša Zlatković (11/4)
- Todor Živanović (10/4)
- Milivoje Đurđević (9/0)
- Srđan Mrkušić (8/4) – vratar
- Branislav Vukosavljević (7/1)
- Bora Kostić (3/1)
- Branko Nešović (1/0)
- Lajčo Kujundžić (1/0)
- Pavle Radić (1/0)

## Statistika

### Ljestvica strijelaca
Pri jednakom broju pogodaka igrači su poredani abecedno.
| Pl.  | Ime               | Klub          | Pogodaka |
| ---- | ----------------- | ------------- | -------- |
| 01.  | Kosta Tomašević   | Crvena zvezda | 16       |
| 02.  | Frane Matošić     | Hajduk        | 13       |
| 03.  | Vladimir Firm     | Lokomotiva    | 11       |
| 04.  | Dionizije Dvornić | Dinamo        | 10       |
| 04.  | Stane Krstulović  | Hajduk        | 10       |
| 04.  | Tihomir Ognjanov  | Crvena zvezda | 10       |
| 07.  | Stjepan Bobek     | Partizan      | 9        |
| 07.  | Bogdan Kovačević  | Mačva         | 9        |
| 07.  | Božidar Senčar    | Dinamo        | 9        |
| 07.  | Marko Valok       | Partizan      | 9        |
| 07.  | Branko Zebec      | Borac         | 9        |
| 012. | Robert Jurišić    | Borac         | 8        |
| 012. | Zvonko Koželj     | Lokomotiva    | 8        |
| 012. | Franjo Wölfl      | Dinamo        | 8        |

## Poveznice
- Druga savezna liga 1951.
- 3. ligaški rang 1951.
- Kup maršala Tita 1951.

## Vanjske poveznice
- Sportnet  Arhivirana inačica izvorne stranice od 2. kolovoza 2019. (Wayback Machine)
- Slobodna Dalmacija Arhiv 1951. godine
- Triler završnica prvenstva 1951. godine
- RSSSF
- Eu-football.info
- SISTEM TAKMIČENJA U JUGOSLAVIJI 1945.-1955.
- www.historical-lineups.com
  - Godišnjak 1951.
  - Statistika 1950-1953
  - Klubovi 1951.
- exyufudbal.in.rs : tabele
- exyufudbal.in.rs : rezultati